# Michał Paluta
Michał Paluta (Strzelce Krajeńskie, 4 ottobre 1995) è un ex ciclista su strada polacco, professionista dal 2015 al 2024.

## Palmarès

### Strada
- 2013 (dilettanti)

Campionati polacchi, Prova a cronometro Juniores
- 2015 (CCC Polkowice, una vittoria)

Campionati polacchi, Prova in linea Under-23
- 2016 (CCC Polkowice, due vittorie)

2ª tappa Carpathian Couriers Race (Trenčianske Teplice > Stará Bystrica)
Campionati polacchi, Prova in linea Under-23
- 2019 (CCC Development Team, una vittoria)

Campionati polacchi, Prova in linea Elite

### Altri successi
- 2024 (Santic-Wibatech)

Classifica scalatori Giro di Polonia

### Ciclocross
- 2011 > 2012

Campionati polacchi, Prova juniores
- 2012 > 2013

Bryksy Cross Gościęcin
Campionati polacchi, Prova juniores

## Piazzamenti

### Grandi giri
- Vuelta a España

2020: 117º

### Classiche monumento
- Giro delle Fiandre

2016: ritirato
- Giro di Lombardia

2020: fuori tempo massimo

### Competizioni mondiali
- Campionati del mondo su strada

Toscana 2013 - Cronometro Junior: 15º
Toscana 2013 - In linea Junior: 85º
Richmond 2015 - In linea Under-23: 16º
Bergen 2017 - In linea Under-23: 8º
- Campionati del mondo di ciclocross

Koksijde 2012 - Juniores: 26º

### Competizioni europee
- Campionati europei

Olomouc 2013 - Cronometro Junior: 7º
Olomouc 2013 - In linea Junior: 34º
Tartu 2015 - Cronometro Under-23: 32º
Tartu 2015 - In linea Under-23: 24º
Plumelec 2016 - In linea Under-23: 22º
Herning 2017 - Cronometro Under-23: 26º
Herning 2017 - In linea Under-23: 99º
Alkmaar 2019 - In linea Elite: ritirato
Limburgo 2024 - In linea Elite: 73º